# 일산초등학교 (강원)
일산초등학교는 대한민국 강원특별자치도 원주시에 있는 공립 초등학교이다.

## 학교 연혁
- 1949.11.03 원성공립국민학교 개교(설립인가 10월 5일)
- 1952.09.03 일산국민학교로 개칭
- 1996.03.01 일산초등학교로 개칭
- 2014.03.01 19학급 편성
- 2015.02.14 제65회 졸업식(총 18,720명)
- 2015.03.01 제24대 김순호 교장 부임

## 참고 자료
- 일산초등학교 - 한국교육학술정보원 학교알리미